# تلاش برای ترور پاپ ژان پل دوم
در ۱۳ مه ۱۹۸۱، در میدان سن پیترو در شهر واتیکان، پاپ ژان پل دوم هنگام ورود به میدان مورد اصابت دو گلوله تروریست محمدعلی آغجا قرار گرفت و زخمی شد. دو گلوله به پاپ برخورد کرد و دچار خونریزی شدید شد. آغجا بلافاصله دستگیر شد و بعداً توسط دادگاه ایتالیایی به حبس ابد محکوم شد. پاپ آغجا را به خاطر سوءقصد عفو کرد. وی به درخواست پاپ توسط رئیس‌جمهور ایتالیا کارلو آدزلیو چیامپی مورد عفو قرار گرفت و در ژوئن ۲۰۰۰ به ترکیه دیپورت شد.

## تلاش برای ترور

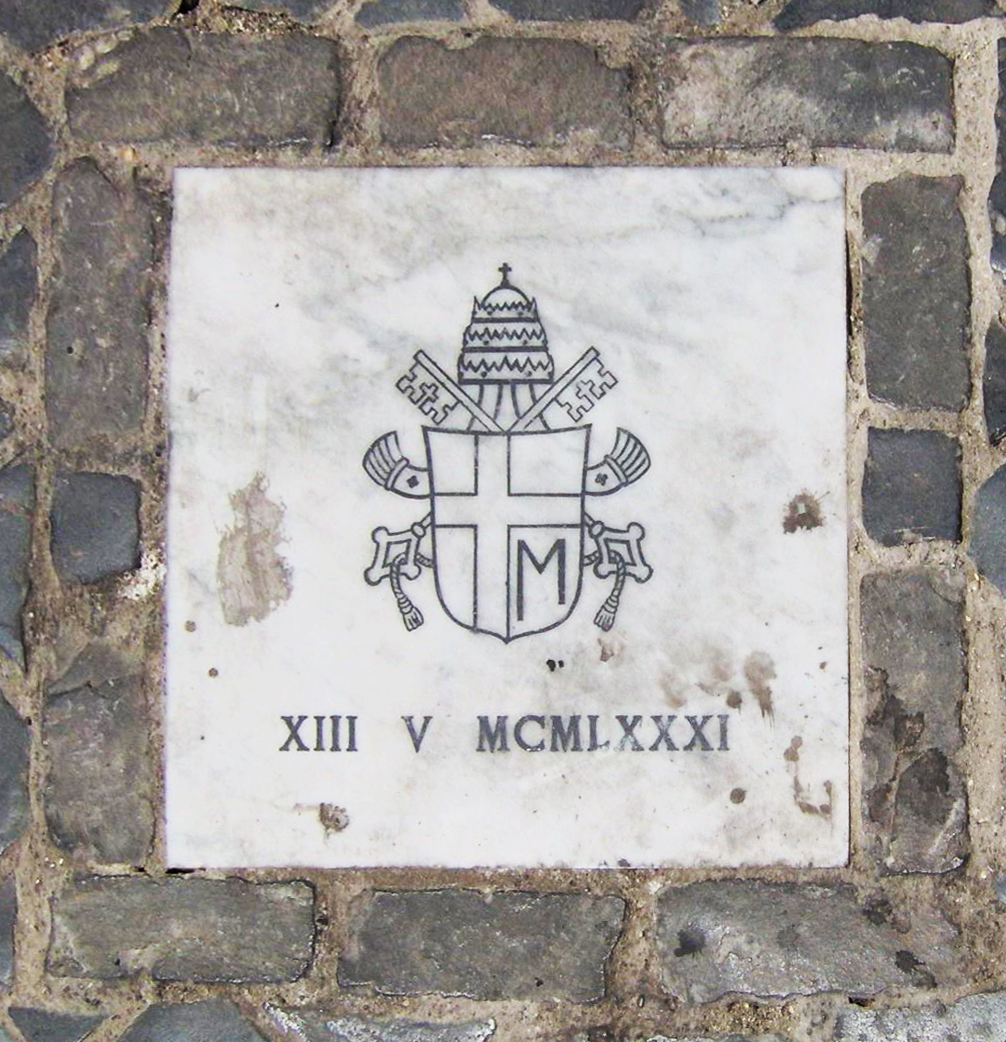
محل تقریبی تیراندازی با یک لوح مرمری کوچک نشان داده شده است که نشان شخصی جان پل دوم و تاریخ را با اعداد رومی نشان می‌دهد.

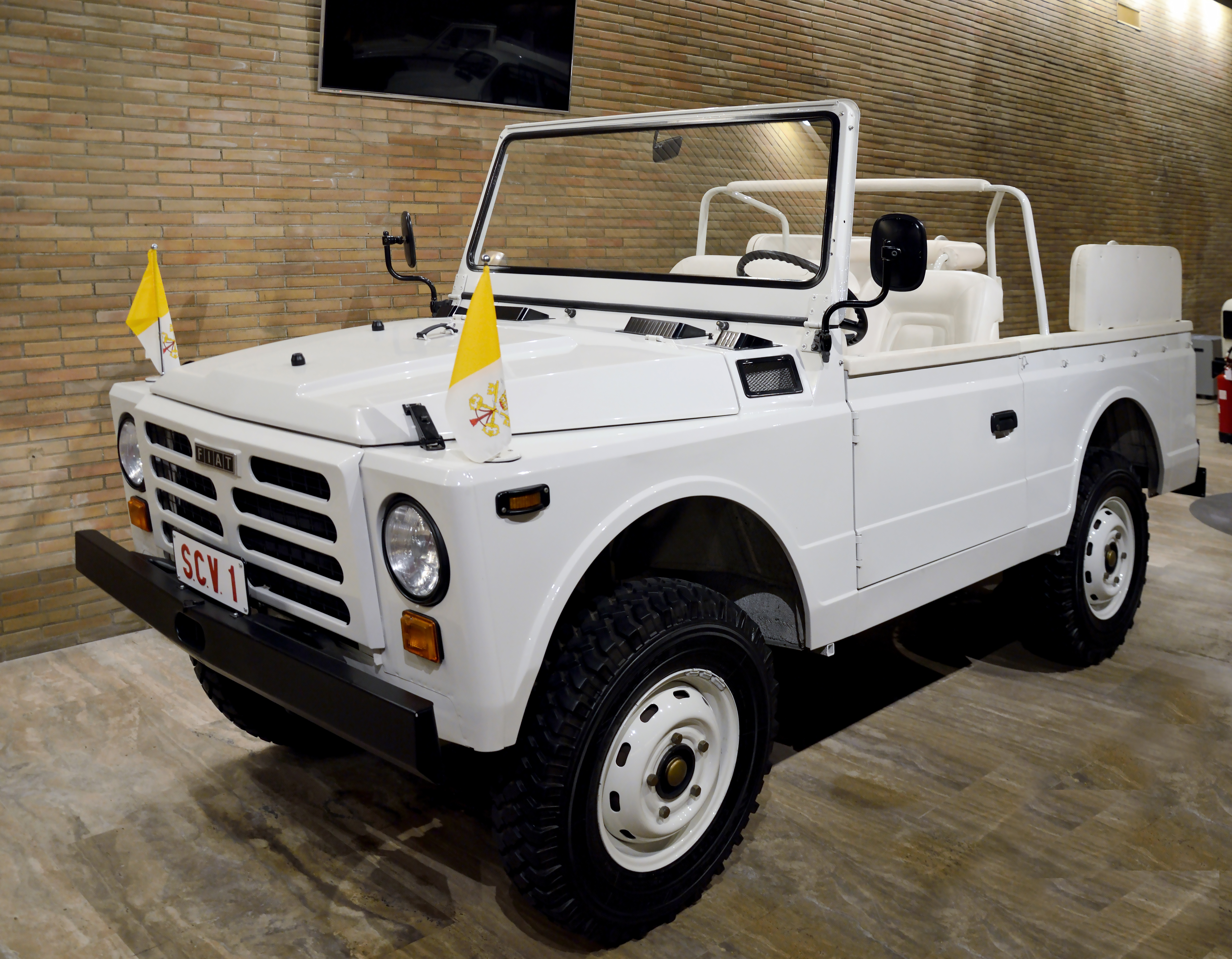
فیات کامپاگنولا پاپ موبیل که پاپ ژان پل دوم در زمان سوء قصد سوار بر آن بود. این وسیله نقلیه اکنون در موزه‌های واتیکان قرار دارد.

در سال ۱۹۷۹، نیویورک تایمز گزارش داد که آغجا، که او را «قاتل خود اعتراف کرده روزنامه‌نگار استانبول» می‌خواند (عبدی ایپکچی، سردبیر روزنامه ملیت ترکیه)، پاپ را «رهبر نقاب‌دار جنگ‌های صلیبی» توصیف کرده و تهدید کرده است که در صورت عدم لغو سفر برنامه‌ریزی شده خود به ترکیه، به او تیراندازی خواهد کرد. این روزنامه همچنین در ۲۸ نوامبر ۱۹۷۹ گفت که این قتل در انتقام تصرف مسجدالحرام در مکه، که در ۲۰ نوامبر آغاز شده بود، و او ایالات متحده یا اسرائیل را مقصر دانست است.
از اوت ۱۹۸۰، «آغا» با نام مستعار «ویلپری»، در منطقه مدیترانه رفت‌وآمد می‌کرد و پاسپورت‌ها و هویت‌های خود را تغییر می‌داد تا شاید مبدأ خودش در صوفیه بلغارستان را مخفی کند. در ۱۰ می ۱۹۸۱، او با قطار از میلان به رم رفت. او بعداً در شهادتش گفت که در رم با سه همدست خود ملاقات کرده که یکی اهل ترکیه و دو نفر دیگر بلغاری بودند. این عملیات تحت فرماندهی «زیلو واسیلِف»، وابسته نظامی بلغارستان در ایتالیا، برنامه‌ریزی شده بود. او گفت مأموریتش را از «بکیر چلِنک»، یک مافیای ترکیه‌ای که در بلغارستان بود، گرفته است. طبق گفته آغا، هدف این بود که او و تیرانداز پشتیبان، «اورال چلیک»، پاپ را در میدان سن پیترو هدف قرار دهند و در میان آشوبی که با یک انفجار کوچک ایجاد می‌شود، به سفارت بلغارستان فرار کنند.
در تاریخ ۱۳ می، آغا در میدان سنت پیترو نشسته بود، کارت‌پستال می‌نوشت و منتظر رسیدن پاپ بود. وقتی پاپ از میان جمعیت طرفداران خود عبور کرد، آغا با یک سلاح نیمه‌خودکار ۹ میلی‌متری، چهار تیر شلیک کرد که دو گلوله به پاپ برخورد کرد و باعث مجروحیت شدید پاپ شد.
او در حین فرار اسلحه را زیر یک کامیون انداخت، اما توسط رئیس امنیت واتیکان، یک راهبه و تعدادی از تماشاگران دستگیر شد. از چهار تیر شلیک شده، دو گلوله به پاپ برخورد کرد: یکی به ناحیه‌ای از بدنش که به اندام‌های حیاتی آسیبی نرساند و دیگری به انگشت اشاره دست چپش.دو نفر از تماشاگران نیز مجروح شدند: یکی زنی از بوفالو که گلوله‌ای به قفسه سینه‌اش اصابت کرد و دیگری زنی از ماساچوست که به بازویش آسیب مختصری وارد شد. پاپ فوراً به بیمارستان منتقل شد و مقامات شروع به جمع‌آوری شواهد کردند. چلیک، که قرار بود همراه آغا تیراندازی کند، در اثر وحشت فرار کرد و شلیکی انجام نداد.

## دوران محکومیت
آغا در ژوئیه ۱۹۸۱ به دلیل تلاش برای ترور پاپ به حبس ابد محکوم شد. در ژوئن ۲۰۰۰، به درخواست پاپ، توسط رئیس‌جمهور ایتالیا «کارلو آدزلیو چیامپی» عفو شد و به ترکیه دیپورت شد. در ترکیه، به خاطر قتل یک روزنامه‌نگار چپ‌گرا به نام «عبدلی ایپکچی» در سال ۱۹۷۹ و همچنین دو سرقت از بانک در دهه ۱۹۷۰ زندانی شد. با وجود درخواست آزادی زودهنگام در نوامبر ۲۰۰۴، دادگاه ترکیه اعلام کرد که وی تا سال ۲۰۱۰ واجد شرایط آزادی نیست. با این حال، او در ۱۲ ژانویه ۲۰۰۶ با آزادی مشروط آزاد شد، آغا در تاریخ ۲۰ ژانویه ۲۰۰۶ مجدداً به زندان بازگردانده شد، زیرا دیوان عالی ترکیه حکم کرد که مدت حبس او در ایتالیا نمی‌تواند از مجازات او در ترکیه کسر شود. او در نهایت، پس از گذراندن نزدیک به ۲۹ سال در زندان، در ۱۸ ژانویه ۲۰۱۰ آزاد شد.

## رابطه با پاپ ژان پل دوم
پس از تیراندازی، پاپ ژان پل دوم از مردم خواست که «برای برادرم آغجا دعا کنند… کسی که من او را از صمیم قلب بخشیده‌ام.» در سال ۱۹۸۳، او و آغجا در زندان ربّیبیا در رم، جایی که آغجا در آن زندانی بود، به صورت خصوصی ملاقات و گفتگو کردند. گفته می‌شود که آغجا در پایان دیدارشان حلقهٔ در دست پاپ را بوسیده است؛ برخی به اشتباه فکر می‌کردند که پاپ به اعترافات آغجا گوش می‌دهد. پاپ در طول سال‌ها با خانوادهٔ آغجا نیز در ارتباط بود و در سال ۱۹۸۷ با مادر او و یک دهه بعد با برادرش، مؤذن آغجا، دیدار کرد.
اگرچه آغجا گفته بود که «برای من پاپ تجسم همه آن چیزی بود که سرمایه‌داری است» و قصد قتل او را داشت، اما آغجا با پونتیف (واژه لاتین پاپ) رابطه‌ای دوستانه برقرار کرد. در اوایل فوریه ۲۰۰۵، در زمان بیماری پاپ، آغجا نامه‌ای برای پاپ فرستاد و برای او آرزوی بهبودی کرد.

## انگیزه برای سوءقصد
چندین نظریه متفاوت در مورد چرایی تلاش آغجا برای ترور پاپ وجود دارد. یکی از این نظریه‌ها، که ابتدا در رسانه‌های آمریکایی مطرح شد و از اوایل دهه ۱۹۸۰ توسط افرادی مانند مایکل لدین و کلیر استرلینگ به شدت حمایت شد، این بود که این تلاش برای ترور از مسکو سرچشمه گرفته و سازمان اطلاعات شوروی (کاگ‌ب) به سرویس‌های مخفی بلغارستان و آلمان شرقی دستور اجرای این مأموریت را داده است.گفته می‌شود که سرویس مخفی بلغارستان طبق دستور سازمان کاگ‌ب مأموریت داشته است پاپ را به دلیل حمایت او از اتحادیه همبستگی سولیدارنوشچ ترور کند، زیرا این جنبش به عنوان یکی از تهدیدات مهم برای هژمونی شوروی در اروپای شرقی تلقی می‌شد. با این حال، نوآم چامسکی و ادوارد اس. هرمن در کتاب تولید رضایت (منتشر شده در ۱۹۸۸) این ادعا را به عنوان گسترش «اطلاعات نادرست به شکل خبر» توصیف کرده‌اند و می‌گویند هیچ مدرکی برای تأیید آن وجود ندارد. در همین راستا، ولفگانگ آخنر از روزنامه ایندیپندنت آن را به عنوان «یکی از موفق‌ترین موارد—و بدون شک یکی از پرمخاطب‌ترین‌ها—اطلاعات نادرست» توصیف کرده است.

### جاسوسان در واتیکان
در سال ۲۰۰۹، روزنامه‌نگار و افسر سابق اطلاعات نظامی ارتش آمریکا، جان او. کولر، کتاب جاسوسان در واتیکان: جنگ سرد اتحاد جماهیر شوروی علیه کلیسای کاتولیک را منتشر کرد. کولر، با استفاده از آرشیوهای پلیس مخفی آلمان شرقی و لهستان، با ارائه جزئیات بیشتری دربارهٔ این موضوع ادعا می‌کند که این اقدام ترور توسط کاگ‌ب حمایت شده است.